# 曼扎克 (夏朗德省)
曼扎克（法語：Mainzac，法語發音：[mɛ̃zak]）是法国夏朗德省的一个市镇，属于昂古莱姆区。

## 地理
曼扎克（45°33'7"N, 0°29'8"E）面积11.29 平方千米，位于法国新阿基坦大区夏朗德省，该省份为法国西部内陆省份，北起德塞夫勒省和维埃纳省，东临上维埃纳省，东南至多尔多涅省，南至多爾多涅省，西接滨海夏朗德省。
与曼扎克接壤的市镇（或旧市镇、城区）包括：沙拉、弗亚德、苏夫里尼亚克、欧特费、雅韦拉克和拉沙佩勒圣罗贝尔、佩里戈尔地区马勒伊。

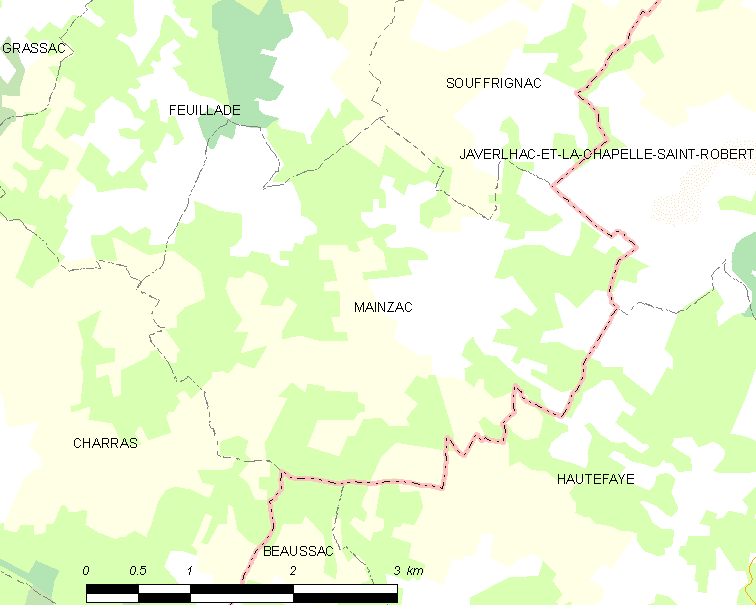
的OSM定位图

曼扎克的时区为UTC+01:00、UTC+02:00（夏令时）。

## 行政
曼扎克的邮政编码为16380，INSEE市镇编码为16203。

## 政治
曼扎克所属的省级选区为塔杜瓦尔河谷县。

## 人口

1962-2008年间人口变化图示

曼扎克于2022年1月1日时的人口数量为123人。